# Thysanophrys chiltonae
Thysanophrys chiltonae är en fiskart som beskrevs av Schultz, 1966. Thysanophrys chiltonae ingår i släktet Thysanophrys och familjen Platycephalidae. Inga underarter finns listade i Catalogue of Life.